# Paramesosella chassoti
Paramesosella chassoti là một loài bọ cánh cứng trong họ Cerambycidae.